# カリフォルニア州議会
カリフォルニア州議会（カリフォルニアしゅうぎかい、California State Legislature）は、アメリカ合衆国カリフォルニア州の立法府である。上院と下院の両院制で、州会議事堂は州都サクラメントに置かれている。全米に10しかないフルタイムの州議会の一つである。両院はカーペットの色などで区別され、上院は赤色、下院は緑色と、それぞれイギリスの貴族院と庶民院をイメージしている。
1970年の選挙以来、1995年から1996年の間の一時期を除き、議会は民主党の支配下にある。上院も同様に1970年以来、1973年から1975年までの一時期を除き、民主党の支配下にある。
2018年現在、下院は民主党が62議席、共和党が18議席、上院は民主党32議席、共和党8議席で構成されており、両院ともに民主党が大多数を占めている。

## 歴史

### 1849年憲法
1849年に制定された憲法第4条は、州の立法権はカリフォルニア州議会と呼ばれる議会と上院に属すると定めた。会期は年1回と定められ、知事が公布により臨時会期を招集した場合を除き、選挙後の1月の第1月曜日に開始された。下院議員の任期は1年、上院議員の任期は2年であった。1849年憲法では、両院の規模は規定されていなかったが、上院は下院議員数の3分の1以上2分の1以下で構成され、上院議員の半数は毎年改選されること、また、州人口が10万人に達するまでは下院議員数を24人以上36人以下とし、それ以降は下院議員数を36人以上80人以下とすることを議会が定めることを定めていた。選挙区は「いくつかの郡および地区」間で、その地域の白人人口に応じて配分されることになっていた。第25条は立法法案に単一主題規則を課し、第26条は立法府が離婚を許可することを禁止し、第31条は立法府が特別法（私案類似のもの）をもって会社を設立することを禁止し、第34条は立法府が「銀行目的」の勅許を与えることを禁止し、第35条は立法府が個人または法人が「銀行特権を行使すること、または貨幣として流通する紙を作成すること」を禁止する法令を制定することを要求し、第38条は立法府におけるすべての投票を発声投票によって行うことを要求した。

### 1879年憲法
1879年憲法第4条の原案は、1849年憲法と同様に議会を構成するものであった。ただし、1879年憲法では上院の定数は40名、下院の定数は80名と明記されている。また、上院議員の任期は4年、下院議員の任期は2年と明確に規定されている。

## 議会のスケジュール
新議員は、選挙後の12月の第1月曜日の正午に、下院と上院の本会議場にそれぞれ召集され、2年ごとの新しい会期を組織する。ただし、最初の月曜日が1月1日または1月1日が日曜日の場合は、翌週の水曜日に開かれる。休会期間を除けば、議会は1年中開かれている。

## 議事堂
1850年9月9日、1850年協定の一部として、カリフォルニア州が正式にアメリカから州として認められて以来、州都はサンノゼ（1850-1851）、ヴァレーホ（1852-1853）、ベニーシャ（1853-1854）と転々としたが、1854年に最終的にサクラメントに落ち着いた。
最初のカリフォルニア州議会議事堂は、もともと実業家ピエール・"ドン・ペドロ"・サインセバンとその仲間が所有するサンノゼのホテルだった。
州議会は現在、サクラメントのカリフォルニア州会議事堂で開かれている。

## 議員任期及び任期制限
下院議員は80の選挙区から選出され、任期は2年。80議席は2年ごとに改選される。上院議員は40選挙区から選出され、任期は4年。2年ごとに上院の半数（20議席）が改選され、奇数選挙区は大統領選挙時に、偶数選挙区は中間選挙時に改選される。
任期制限は当初、1990年に提案140号が可決されたことで制定された。2012年6月、有権者は議案第28号を承認し、州議会と州上院の任期に関係なく、議員の任期を最長12年に制限した。2012年6月5日以前に初当選した議員は、1990年に承認された、州議会で3期、州上院で2期までの任期制限に制限される。

## 記録管理
カリフォルニア州議会の議事は、定期的に発行されるジャーナルに簡潔に要約され、投票内容や提案者、撤回者などが記載されている。1849年から1970年まで、立法府だけでなくカリフォルニア州の行政機関が作成した報告書も日誌の付録に掲載された。1990年代以降、議会はライブ・ビデオ配信を行い、カリフォルニア・チャンネルや地元のパブリック・アクセス・テレビのケーブルテレビで州全体に放送されている。カリフォルニア州では、ビデオ配信が始まるまで、経費と政治的マイナス面が明らかなため、議会や上院の議員による実際の演説を逐語的に記録することはなかった。その結果、カリフォルニア州では、1990年代以前に成立した法案について、法律の前文以外の立法趣旨を再構築することは極めて困難である。
1993年以降、立法府は何らかの形でウェブまたはFTPサイトをホストしている。現在のウェブサイトには、すべての法令、すべての法案、法案の全バージョンの本文、法案に関するすべての委員会分析、委員会または議場での法案に対するすべての投票、知事からの拒否権発動のメッセージが掲載されている。それ以前は、重要な法案については委員会が報告書を発行することもあったが、ほとんどの法案は、報告書を印刷し、州内の公文書館や法律図書館に配布する費用を正当化できるほど重要なものではなかった。このような正式な委員会報告書がない法案については、立法趣旨を知る唯一の方法は、州公文書館にアクセスすることである。

## 委員会
立法委員会の任命で最も求められているのは、統治・財務委員会、保健委員会等である。これらの委員会は「ジュース」委員会と呼ばれることもある。これはこれらの委員会の委員になると、強力なロビー活動団体がこれらの委員会の委員に献金したがるため、委員会メンバーの選挙資金集めに役立つことが多いからである。

### 握り潰し拒否権
委員会は審議を回避し、採決を回避することで法案に対し「拒否権発動」することができる。 1980年代半ばに作成された歳出の「サスペンス ファイル」は、投票を回避する一般的な方法だ。
委員会が委員会外での法案の採決を拒否した場合、通常、より広範なメンバーによって解任請願が可決される可能性がある。カリフォルニア州では、2019年現在、これは21人の議員を要求する上院規則28と41人の議員を要求する議会規則96(a)によって規定されている。
2019年の議会規則変更により、委員長は法案の審議を避けることができ、事実上この提案は無効となった。 2017年から2018年の会期に投票を必要とする憲法改正案（ACA-23）が提案された。
全国各地で、議会にポケット拒否権があることは珍しいことではない。コロラド州では、1988年にさまざまな改革団体が推進した市民主導の憲法改正によってこの権限が廃止された。

## 立法手続きの概要
法案とは、既存の州法を変更、廃止、または追加する提案である。下院法案 (AB) は下院に提出された法案で、上院法案（SB）は上院で提出された法案である。
議案は各議院で提出された順に番号で指定される。たとえば、AB16は下院に提出された 16 番目の法案を指す。番号付けは会期ごとに新たに始まる。 1つ以上の「特別な」会期が存在する場合がある。これらのそれぞれについて、法案の番号付けが再び開始される。たとえば、第2回臨時会期に下院に提出された3番目の法案はABX23である。法案の作成者、つまり法案を提出した議員の名前が法案のタイトルの一部になる。
立法手続きは次のような段階に分かれている。

### 起草
この手続きは、上院議員または下院議員が法案の作成を決定したときに始まる。議員は法案のアイデアを立法顧問に送り、そこで法案の草案が作成され、提出のために法案が議員に返送される。

### 第1読会
議員は、議院に貼られた法案番号、作成者の名前、主題を読んで法案を提出する。その後、法案は州出版局に送られる。議会は、予算案を除き、法案提出後30日が経過するまでは法案に基づいて行動することはできない。

### 委員会の公聴会
法案提出後、法案は規則委員会に送られ、最初の公聴会で主題に応じた政策委員会に割り当てられる。委員会の公聴会では、発案者が法案を委員会に提出し、委員会は法案に賛成または反対する証言を聞くことができる。その後、委員会は、法案を原案で可決するか、修正して可決するかを投票する。そのため、法案は複数回修正される可能性がある。法案を可決し、次の委員会または第2院に送るには、委員会の過半数の投票が必要である。
財政委員会は、法案に歳出が含まれているか、州の財政に影響を及ぼすかどうかを検討する。

### 第2読会
法案の可決が勧告された場合に行われる。通常、討論はほとんど行われない。この段階で法案が修正された場合、再度委員会の公聴会に付議されることもある。

### 議場投票
点呼投票が行われる。通常法案の可決には過半数の賛成が必要である。緊急法案や増税法案は3分の2の賛成が必要。カリフォルニア州憲法は、年間予算と増税法案について両院の3分の2以上の賛成票を必要としていたが、カリフォルニア州提案25号（2010年）の可決以来、3分の2以上の賛成票を必要とするのは増税の場合のみとなった。この変更以前は、3分の2以上の賛成票を必要とすることで、少数党が前回の予算が失効する前に予算の承認を阻止することができ、「立法府の膠着状態」と呼ばれていた。

### 第二院に送付
第一院で賛成票を得た場合、法案はもう一方の院で同じ段階を繰り返す。第二院が法案を変更せずに可決した場合、法案は知事のデスクに送られる。

### 両院協議会
法案が第二院で修正され可決された場合、修正案を審議するために元の院に戻される。原案院は、修正案に同意して法案を知事に送付するか、修正案を否決して両院協議会に提出することができる。両院のいずれかが会議報告書を否決した場合、2回目の（あるいは3回目の）両院協議会を設置することができる。両院が報告書を採択した場合、法案は知事に送られる。

### 知事送付
法案受理後30日以内に、知事は法案に署名するか、署名なしで成立させるか、拒否権を行使することができる。また、両院の3分の2の賛成があれば、知事の拒否権を覆すことができる。(カリフォルニア州議会では1979年以降、無効投票は行われていない)。

### 発効
州議会で可決され、知事によって承認された各法案には、州務長官によって章番号が割り当てられる。これらの章立て法案は法令であり、通常、カリフォルニア州法の一部となる。通常、通常会期中に可決された法律は翌年1月1日に施行される。選挙を要求する法律や、公共の平和、健康、安全を緊急に守るために必要な緊急措置などは知事が署名するとすぐに発効する。

## 報酬
2021年12月6日以降、カリフォルニア州議会議員の年俸は119,702ドル。下院議長、上院仮議長、少数派院内総務は137,655ドル。多数派院内総務と少数派院内幹事の給与は128,680ドルである。2022年現在、これらの給与は州議会議員の中で最高額である。上院議員の日当は211ドル、下院議員の日当は214ドルである。